# Сасанидски археологически пейзаж на провинция Фарс
Сасанидски археологически пейзаж на провинция Фарс (на персийски: چشم‌انداز باستان‌شناسی ساسانی منطقه فارس‎) е официалното име, дадено от ЮНЕСКО на осем археологически обекта от Сасанидската епоха. Всички те са разположени в югоизточната част на провинция Фарс в Иран.
На 30 юни 2018 г. е признат като обект на световното културно наследство на ЮНЕСКО.
Осемте археологически обекта, разположени в три географски района в югоизточната част на провинция Фарс, са Фирузабад, Бишапур и Сарвестан. Укрепените сгради, дворци и градски планове датират от най-ранните и по-късните времена на Сасанидската империя.
Сред тях са столицата, построена от основателя на династията Ардашир I, както и градът и архитектурните структури на неговия наследник Шапур I.
| Обект                               | Снимка | Местоположение                                                                      |
| ----------------------------------- | ------ | ----------------------------------------------------------------------------------- |
| Кале Дохтар (Крепостта на девицата) |        | Фирузабад, Фарс 28°55′15″ с. ш. 52°31′48″ и. д. / 28.920833° с. ш. 52.53° и. д.     |
| Облеченият релеф на Ардашир         |        | Фирузабад, Фарс 28°55′00″ с. ш. 52°32′15″ и. д. / 28.916667° с. ш. 52.5375° и. д.   |
| Релефът на победата на Ардашир      |        | Фирузабад, Фарс 28°54′36″ с. ш. 52°32′27″ и. д. / 28.91° с. ш. 52.540833° и. д.     |
| Ардашир Хуре                        |        | Фирузабад, Фарс 28°51′08″ с. ш. 52°31′57″ и. д. / 28.852222° с. ш. 52.5325° и. д.   |
| Дворец на Ардашир                   |        | Фирузабад, Фарс 28°53′53″ с. ш. 52°32′21″ и. д. / 28.898056° с. ш. 52.539167° и. д. |
| Бишапур                             |        | Бишапур 29°46′39″ с. ш. 51°34′14″ и. д. / 29.7775° с. ш. 51.570556° и. д.           |
| Пещера Шапур                        |        | Бишапур 29°48′25″ с. ш. 51°36′47″ и. д. / 29.806944° с. ш. 51.613056° и. д.         |
| Дворец Сарвестан                    |        | Сарвестан 29°11′44″ с. ш. 53°13′52″ и. д. / 29.195556° с. ш. 53.231111° и. д.       |